# Eddy Barea
Barea Eddy est un joueur de football né le 10 novembre 1973 à Genève. Il possède la double nationalité suisse et espagnole.

## Carrière
- 1987-1999 : Servette FC,  Suisse
- 1999-2000 : AC Lugano,  Suisse
- 2000-2006 : Neuchâtel Xamax,  Suisse
- 2006-2007 : Servette FC,  Suisse

## Palmarès
- Champion suisse avec le Servette FC en 1994 et 1999.
- Champion suisse de 1e Ligue  avec le Servette FC et Promotion en Challenge League en 2006.
- Sélections nationales:  12 fois en équipe des Moins de 21 ans  Suisse.